# Мартин Валдзеемюлер
Мартин Валдзеемюлер (на немски: Martin Waldseemüller) е германски изследовател и картограф. Счита се, че той и Матиас Рингман (на картата от 1507 г. Universalis Cosmographia), са първите, които употребяват името „Америка“ като наименование на новооткритите в Атлантическия океан земи, в чест на флорентинския изследовател Америго Веспучи.

## Биография
Роден е на 11 септември 1470 година във Фрайбург в Брейсгау. Учи във Фрайбургския университет „Алберт Лудвиг“.
На 25 април 1507 г., в Сан Деодатус в херцогство Горна Лотарингия (днес Сен-Дье-де-Вож (Saint-Dié-des-Vosges), Франция), той завършва работата си върху една кълбовидна и една голяма 12-панелна стенна карти на света (Universalis Cosmographia), които са първите в които е употребено името „Америка“. Кълбовидната и стенната карта са част от книгата „Cosmographiae Introductio“ („Въведение в космографията“), която освен т.нар. „класическа география“ на Птоломей, тя включва и превод от латински на „Quattuor Americi Vespuccij navigationes“ („Четири пътешествия на Америго Веспучи“), която публикация е считана практически до началото на 20 век за творба на самия Америго Веспучи. За първи път през 1926 г. италианският професор Алберто Маняги формулира тезата, че тя по същество е фалшификат и най-вероятно е свободна компилация на неизвестни автори, получили достъп до оригинални частни писма на Веспучи.
В „Cosmographiae Introductio“ недвусмислено е указано защо е използвано името „Америка“:
| „ | ab Americo Inventore ...quasi Americi terram sive Americam (от Америго откривателя ... като че да беше земята на Америкус, така Америка). | “ |

През 1513 г., Валдзеемюлер очевидно променя мнението си относно името (не е изключено заради протести за ролята на Веспучи в откриването на Америка). В неговата преработка на Птолемеевия атлас от същата година континентът е означен просто като Terra Incognita (непозната земя). Въпреки това, тъй като около 1000 копия от световната карта от 1507 г. вече са били разпространени, първоначалното предложение се утвърждава. Макар Северна Америка все още известно време да се нарича Indies (Индии), в крайна сметка името Америка се разпростира и върху нея.
Стенната карта дълго време е считана за изгубена, докато през 1901 г. не е намерено нейно копие в замък във Волфег в Южна Германия. То все още е единственото известно оцеляло такова и е купено от Библиотеката на Конгреса през май 2003 г., след като е постигнато споразумение през 2001 г. Четири копия на кълбовидната карта са оцелели под формата на отпечатани карти, чието предназначение е било да бъдат изрязани и залепени на кълбо. Едно от тях днес е в Америка – в библиотеката Джеймс Форд Бел в Университета на Минесота.